# Luigi Porta
Luigi Porta (Pavia, 4 gennaio 1800 – Pavia, 10 settembre 1875) è stato un chirurgo e anatomista italiano.
Anatomista e patologo chirurgo laureato all'Università degli Studi di Pavia e perfezionatosi all'Università di medicina di Vienna, nel 1860 divenne socio dell'Accademia nazionale delle scienze.
Docente nell'ateneo pavese, dal 20 ottobre 1860 al 5 gennaio 1861 ne fu rettore.
Una sala della Sezione di Medicina del Museo per la storia dell'Università di Pavia è intitolata a suo nome, e in uno dei cortili porticati dell'antica sede dell'Università di Pavia, in corso Strada Nuova, si trova una statua a lui dedicata.